# June Bride
June Bride is een film uit 1948 onder regie van Bretaigne Windust. De film is gebaseerd op het toneelstuk Feature for June van Graeme Lorimer en Eileen Tighe. De film is het debuut van Debbie Reynolds.
De film werd genomineerd voor een WGA Award.

## Verhaal
Carey Jackson is een correspondent die in New York ooit voor de krant werkte. Wanneer aan zijn carrière na de Tweede Wereldoorlog een eind is gekomen, kan hij alleen nog maar een baan vinden om voor het vrouwenblad Home Life te werken. Hoewel dit hem al niet bevalt, blijkt hij ook nog eens samen te moeten werken met zijn ex-verloofde Linda Gilman.

## Rolverdeling
| Acteur            | Personage             |
| ----------------- | --------------------- |
| Bette Davis       | Linda Gilman          |
| Robert Montgomery | Carey Jackson         |
| Fay Bainter       | Paula Winthrop        |
| Betty Lynn        | Barbara 'Boo' Brinker |
| Tom Tully         | Mr. Whitman Brinker   |
| Barbara Bates     | Jeanne Brinker        |
| Jerome Cowan      | Carleton Towne        |
| Mary Wickes       | Rosemary McNally      |
| Debbie Reynolds   | Extra                 |